# Johann Tretter
Johann Tretter (* 7. August 1923 in Wien; † 31. März 2014 in Salzburg) war ein österreichischer General des Bundesheeres.

## Leben
Johann Tretter wurde als Sohn eines Polizeibeamten geboren und absolvierte das Bundesrealgymnasium in Wien III., wo er während des Zweiten Weltkriegs am 15. Oktober 1940 die Matura ablegte. Er trat daraufhin am 25. Oktober 1940 als Offiziersanwärter in die Deutsche Wehrmacht ein, aus der er nach Kriegsende als Hauptmann ausschied. Als Oberleutnant im Panzer-Grenadier-Regiment 10 hatte er am 2. Juli 1944 das Deutsche Kreuz in Gold erhalten.
Am 30. Dezember 1953 erfolgte seine Einberufung zur B-Gendarmerie als Oberleutnant. Von 31. Mai 1957 bis 30. April 1958 absolvierte er den 1. Generalstabslehrgang an der Landesverteidigungsakademie in Wien. Die Generalstabsprüfung legte Tretter am 17. November 1959 ab. Es folgten Verwendungen u. a. im Bundesministerium für Landesverteidigung.
Am 3. Juli 1972 wurde Tretter zum Kommandanten der 9. Panzergrenadierbrigade bestellt und am 15. Juli 1975 übernahm er das Kommando über die 1. Panzergrenadierdivision. Am 1. Oktober 1982 wurde Tretter zum Kommandanten des II. Korps in Salzburg und am 1. Juni 1985 zum General ernannt.